# Daniele Barbaro
Daniele Matteo Alvise Barbaro (Venezia, 8 febbraio 1514 – Venezia, 13 aprile 1570) è stato un patriarca cattolico e umanista italiano, studioso di filosofia, matematica e ottica.
È noto soprattutto come traduttore e commentatore del trattato De architectura di Marco Vitruvio Pollione e per il trattato La pratica della perspettiva.
Importanti furono i suoi studi sulla prospettiva e sulle applicazioni della camera oscura, dove utilizzò un diaframma per migliorare la resa dell'immagine.
Uomo colto e di ampi interessi, fu amico di Andrea Palladio, Torquato Tasso e Pietro Bembo. Commissionò a Palladio Villa Barbaro a Maser e a Paolo Veronese numerose opere, tra cui due suoi ritratti.

## Biografia

Stemma della famiglia Barbaro

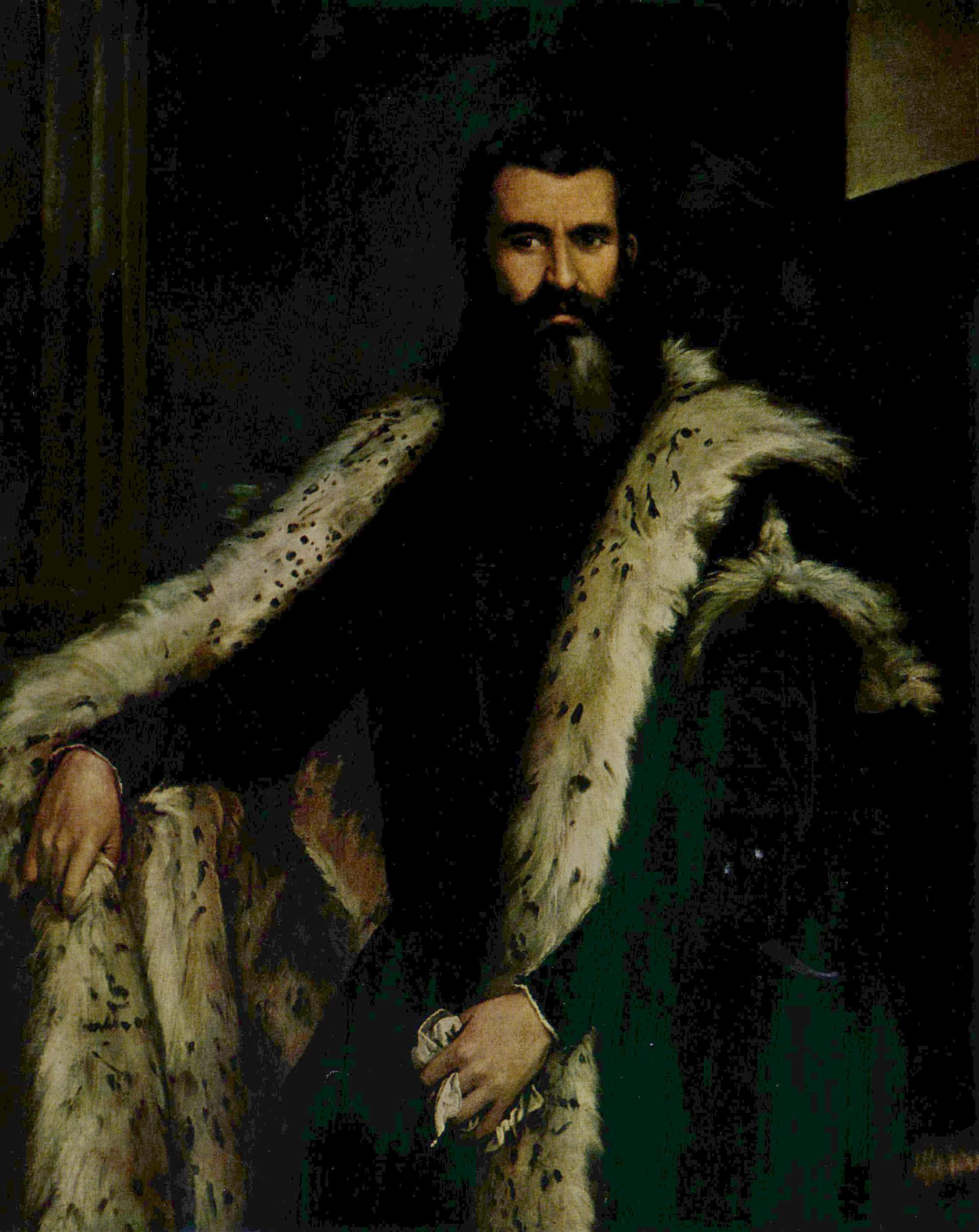
Daniele Barbaro ritratto da Paolo Veronese, 1562-1570 (Firenze, Palazzo Pitti)

Daniele Matteo Alvise Barbaro o Barbarus fu figlio di Francesco di Daniele Barbaro ed Elena Pisani, figlia del banchiere Alvise Pisani e Cecilia Giustinian. Suo fratello minore fu l'ambasciatore Marcantonio Barbaro. Barbaro studiò filosofia, matematica e ottica all'Università di Padova.
Fu ambasciatore della Serenissima presso la corte di Edoardo VI a Londra, dall'agosto 1549 al febbraio 1551, e come rappresentante di Venezia al Concilio di Trento.
Nipote del patriarca di Aquileia Giovanni Grimani, fu suo coauditore nella sede patriarcale di Aquileia. Il 17 dicembre 1550 venne promosso in concistoro a patriarca "eletto" di Aquileia (coadiutore), con diritto di futura successione, ma non assunse mai la guida del patriarcato perché morì prima dello zio. All'epoca tale carica era quasi una questione di famiglia per i Barbaro, infatti furono patriarchi di Aquileia ben 4 Barbaro fra il 1491 e il 1622:
- Ermolao Barbaro il Giovane, patriarca di Aquileia dal 1491 al 1493,
- Daniele Barbaro, patriarca di Aquileia dal 1550 al 1570,
- Francesco Barbaro, patriarca di Aquileia dal 1593 al 1616,
- Ermolao II Barbaro († 1622), patriarca di Aquileia dal 1616.

Fu forse nominato cardinale in pectore da papa Pio IV  nel concistoro del 26 febbraio 1561 e mai pubblicato.
Solo i Grimani, con cui erano imparentati, occuparono più volte il patriarcato (ben sei).
Partecipò a varie sedute del Concilio di Trento a partire dal 14 gennaio 1562 fino alla sua chiusura nel 1563, e fu un importante studioso. Si occupò in primis della traduzione del De Architectura di Vitruvio e i rapporti con gli scritti di Plinio, con le fonti antiche e moderne.

## Opere
Tra le sue maggiori opere:

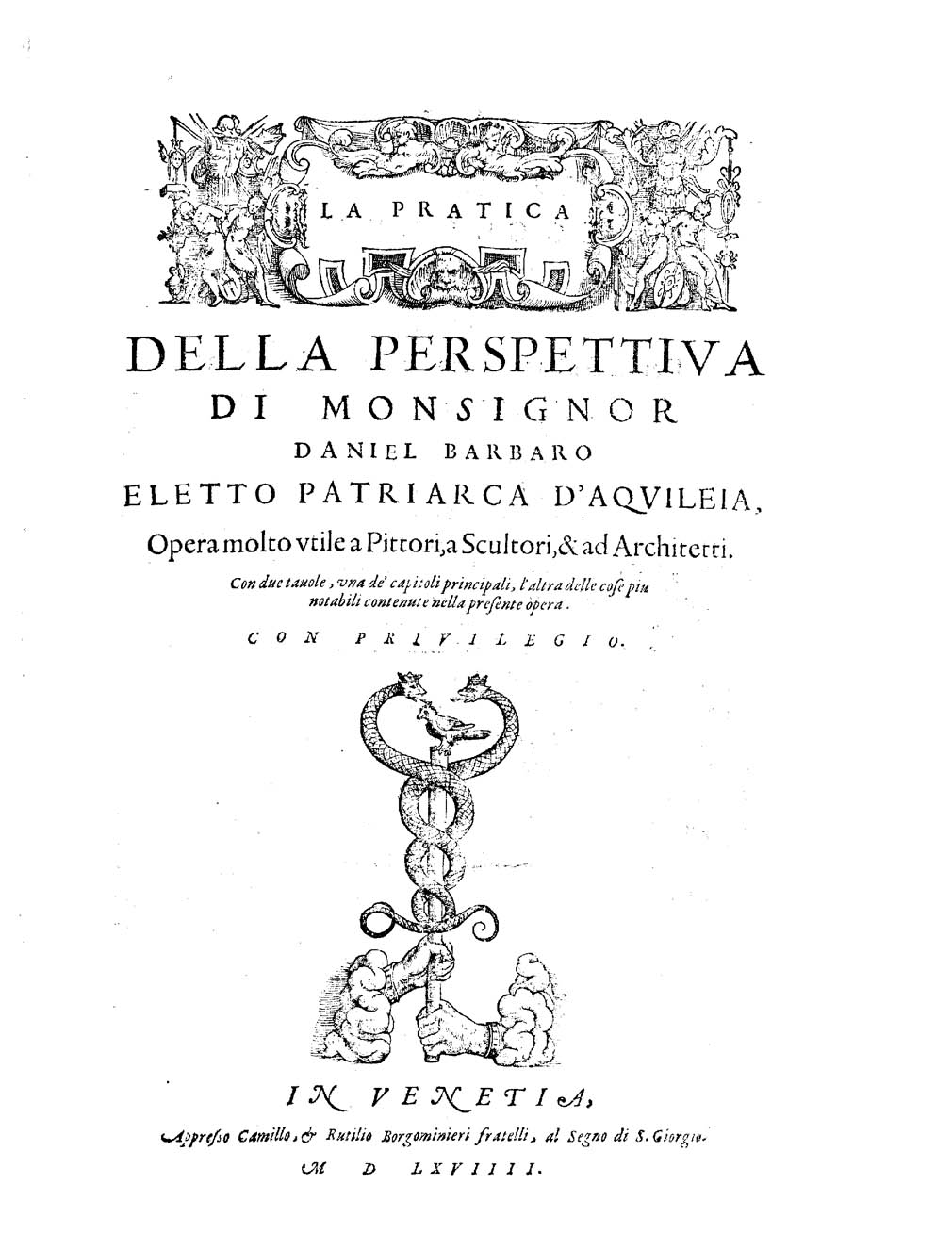
La pratica della perspettiva, 1569

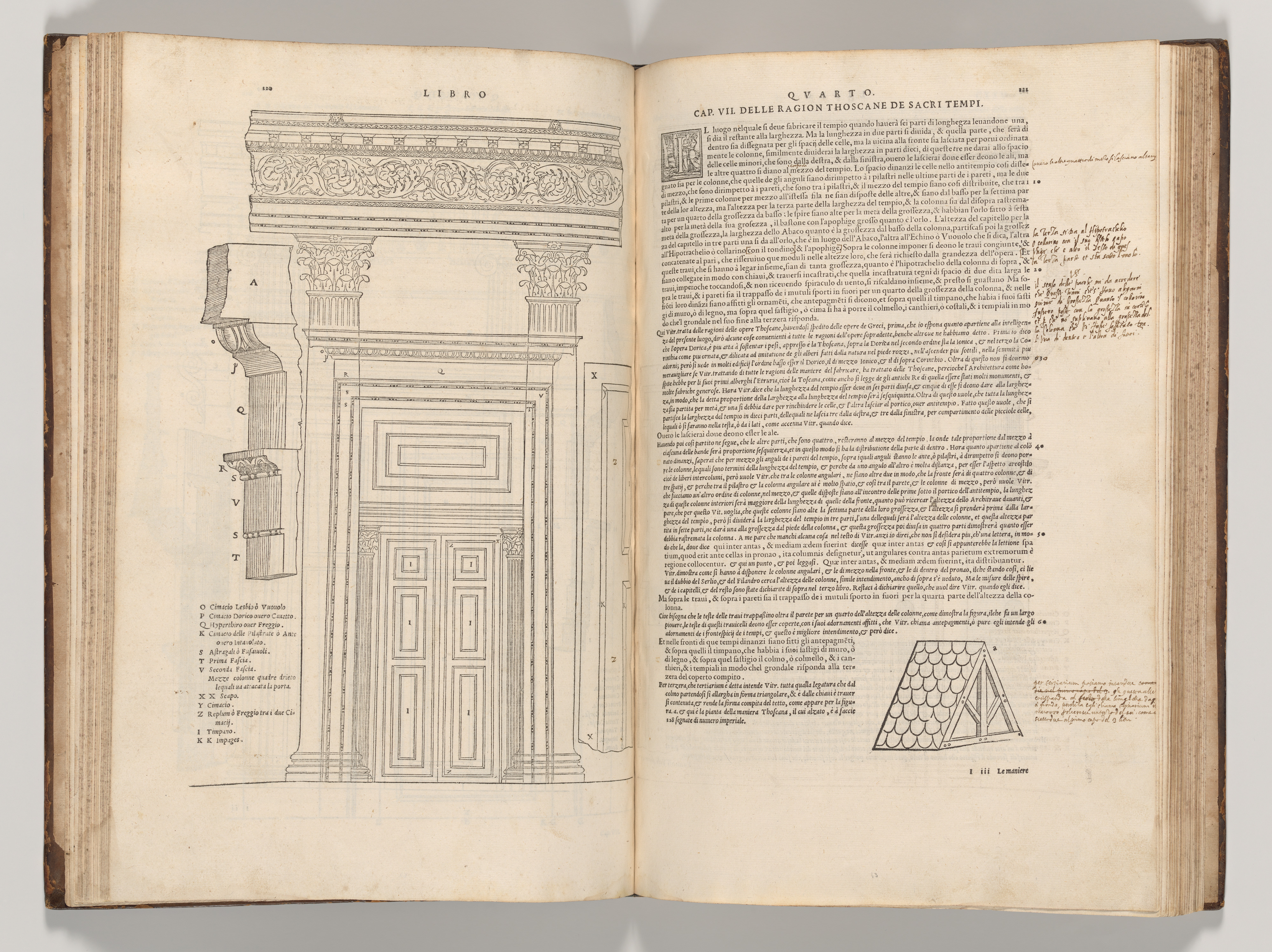
I dieci libri dell'architettura di M. Vitruvio tradutti et commentati da monsignor Barbaro, 1556

- Un'edizione dei Commentarii di Aristotele Retorica del suo prozio Ermolao Barbaro il Giovane, Venezia, 1544.
- un'edizione dei Compendium scientiae naturalis Ermolao Barbaro il Giovane, Venezia, 1545.
- I dieci libri dell'architettura di M. Vitruvio tradutti et commentati da monsignor Barbaro, Venezia, 1556. Una traduzione in italiano del De architectura di Marco Vitruvio Pollione. Di essa pubblicò anche una versione in latino intitolata M. Vitruvii de architectura, Venezia, 1567. Le illustrazioni dell'opera del Barbaro furono realizzate da Andrea Palladio.
- La pratica della perspettiva, Venezia, Camillo Borgominieri & Rutilio Borgominieri, 1569. Un importante trattato sulla geometria, prospettiva e scienza della pittura.[1]
- De Horologiis describendis libellus, Venezia, Biblioteca Marciana, Cod. Lat. VIII, 42, 3097. Un trattato, non pubblicato e non finito, sulla costruzione delle meridiane; in seguito si scoprì che il testo affrontava la tecnica di strumenti come l'astrolabio, il planisfero di Juan de Rojas, il bacolo, il triquetrum e olometro di Abel Foullon.
- Cronache, probabilmente riprese da Giovanni Bembo nella Cronaca Bemba.
- Aurea in quinquaginta Davidicos Psalmos doctorum graecorum catena interpretante Daniele Barbaro electo patriarcha Aquileiensi, Venetiis, apud Georgium de Caballis, 1569.